# Seif al-Islam Hassan ibn Yahya ibn Mohammed Hamid ad-Din

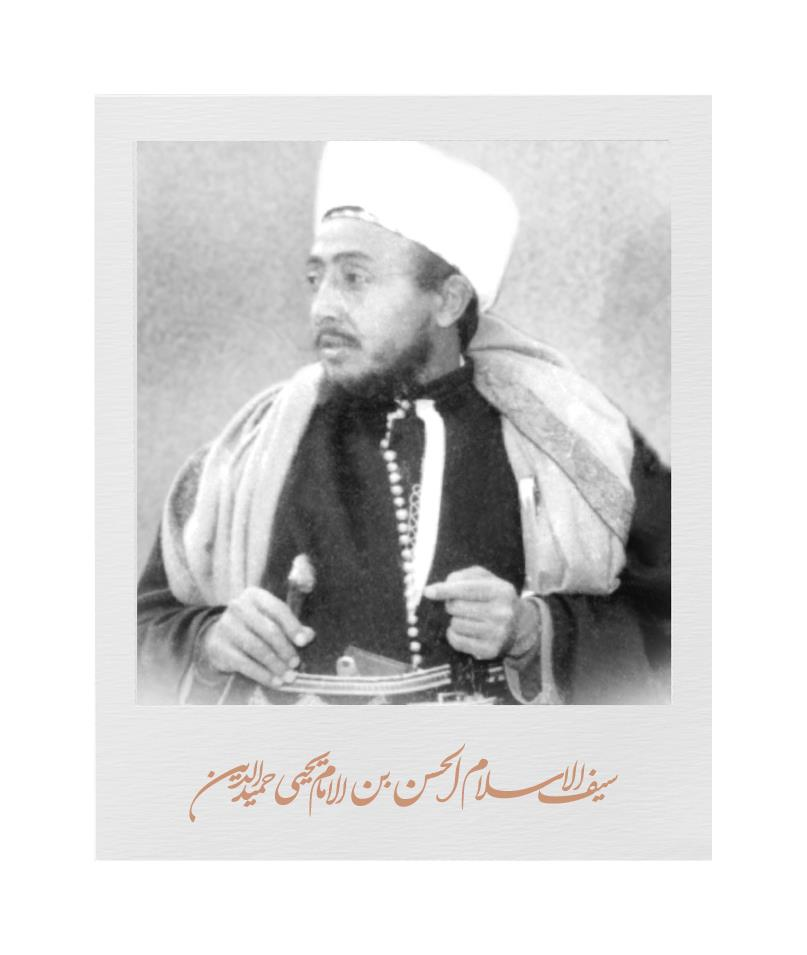
Seif al-Islam Hassan ibn Yahya ibn Mohammed Hamid ad-Din

Hassan ibn Yahya (vollständiger Name: Seif al-Islam Hassan bin Yahya bin Mohammed Hamid ad-Din, arabisch سيف الإسلام الحسن بن الإمام يحيى بن الإمام محمد حميد الدين, DMG Sayf al-Islām al-Ḥasan b. al-Imām Yaḥyā b. al-Imām Muḥammad Ḥamīd ad-Dīn; * 1908 in al-Qafla bei Sanaa; † 13. Juni 2003 in Dschidda) war Prinz, Diplomat, Vizekönig und Premierminister des Königreichs Jemen.

## Leben
Hassan ibn Yahya war bis zum Attentat auf seinen Vater Yahya Muhammad Hamid ad-Din im Februar 1948 Gouverneur der Provinzen Ibb, Sanaa und Hodeida und übernahm anschließend vom April 1948 bis zum 18. Juni 1955 das Amt des Vizekönigs und Premierministers im Königreich Jemen. Als solcher bereiste er auf Einladung der Bundesregierung vom 18. Februar bis 23. April 1953 West-Deutschland und wurde am 22. Februar 1953 von Bundeskanzler Konrad Adenauer empfangen. Während seines Besuches verhandelte er am 4. März 1953 in Essen mit der C. Deilmann AG, Bad Bentheim, über ein Monopol über Erdölbohrungen im Königreich. Die Gespräche führten kurzfristig zu erfolglosen Explorationsaktivitäten des Unternehmens im Küstengebiet nördlich der Hafenstadt Hodeida. Zum Abschluss seiner Reise unterzeichnete Hassan ibn Yahya als Premierminister am 21. April 1953 in Wiesbaden gemeinsam mit dem Staatssekretär des Bundesministeriums für Wirtschaft, Ludger Westrick, einen Freundschafts- und Handelsvertrag (BGBl. 1954 II S. 573, 574).

### 1955–2003
Ab 1955 leitete Hassan ibn Yahya als Botschafter die diplomatische Vertretung seines Landes bei den Vereinten Nationen in New York. Als dann nach dem Tod seines Bruders Ahmad ibn Yahya putschende ägyptenfreundliche Offiziere um Abdullah as-Sallal die Jemenitische Arabische Republik ausriefen, übernahm Hassan ibn Yahya in dem folgenden Bürgerkrieg von 1962 bis 1968 für die königliche Regierung seines Neffen Imam Muhammad al-Badr erneut das Amt des Premierministers. Noch vor dem Friedensvertrag, der 1970 zu einer Amnestierung der Royalisten führte, verließ er gemeinsam mit Imam al-Badr am 8. März 1969 den Jemen.
Hassan ibn Yahya war der Sohn von Sharifa Huriya, der Tochter von Seif al-Islam Mohammed al-Mutawakkil. Er war verheiratet mit vier Frauen und hinterließ sieben Söhne. Hassan ibn Yahya starb im Exil in Dschidda und ist in Medina beerdigt.